# خودگرده‌افشانی

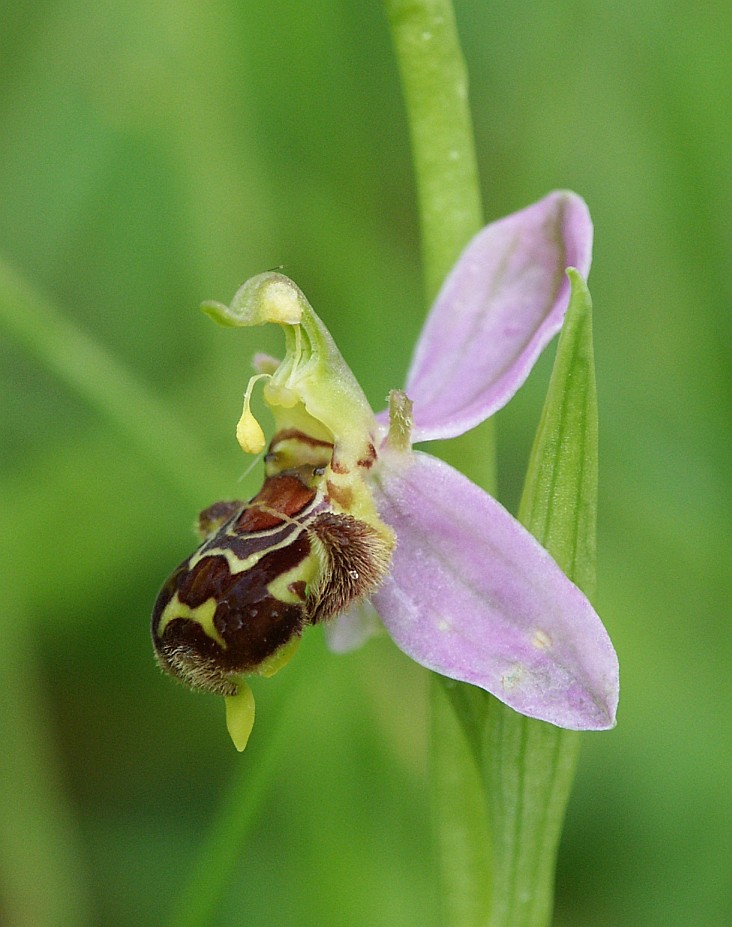
یک نوع خودگرده افشانی خودکار در ارکیده Ophrys apifera رخ می‌دهد. یکی از دو گرده گل به سمت کلاله خم می‌شود.

خودگرده‌افشانی نوعی گرده افشانی است که در آن گرده به کلاله گل (در گیاهان گلدار) یا به تخمک (در بازدانگان) همان گیاه می‌رسد. اصطلاح گرده‌افشانی متقابل برای مورد مخالف استفاده می‌شود، جایی که گرده از یک گیاه به گیاه دیگری منتقل می‌شود.
دو نوع خود گرده‌افشانی وجود دارد: در خودگشنی، گرده به کلاله همان گل منتقل می‌شود؛ در ژئیتونوگامی، گرده از پرچم یک گل به کلاله گل دیگری در همان گیاه گلدار یا از میکروسپورانژیوم به تخمک در یک گیاه بازدانه (تک‌پایه) منتقل می‌شود. برخی گیاهان مکانیسم‌هایی دارند که خودزایی را تضمین می‌کنند، مانند گل‌هایی که باز نمی‌شوند (بسته‌همسری) یا پرچم‌هایی که برای تماس با کلاله حرکت می‌کنند.
اصطلاح خودگشنی که اغلب به عنوان مترادف استفاده می‌شود، محدود به خودگشنی نیست، بلکه در مورد دیگر انواع خودگشنی نیز کاربرد دارد.

## انواع گل‌های خودگرده‌افشان
هم گونه‌های نرماده و هم گونه‌های تک‌پایه جنسی این قابلیت را دارند که گرده‌افشانی خودی انجام دهند و در نتیجه به خودباروری منجر شوند، مگر آن‌که سازوکاری برای جلوگیری از آن وجود داشته باشد. حدود ۸۰٪ از گیاهان گل‌دار دوجنسی هستند، به این معنا که هر گل، هم اندام نر (بساک) و هم اندام ماده (کلاله) را دارد. حدود ۵٪ از گونه‌های گیاهی تک‌پایه هستند، یعنی گل‌های نر و ماده جدا از هم ولی روی یک گیاه قرار دارند. در نتیجه، ۱۵٪ باقی‌مانده، دوپایه هستند، به این معنا که هر گیاه تنها گل نر یا گل ماده تولید می‌کند. از جمله گیاهانی که گرده‌افشانی خودی انجام می‌دهند می‌توان به برخی انواع ارکیده‌ها و آفتاب‌گردان‌ها اشاره کرد. قاصدک نیز توانایی گرده‌افشانی خودی و همچنین گرده‌افشانی دگرگشتی را دارد.

## مزایا
گل‌هایی که گرده‌افشانی خودی انجام می‌دهند، دارای چندین مزیت هستند:
حفظ صفات ژنتیکی مطلوب: اگر ژنوتیپ یک گیاه با محیط زندگی‌اش به‌خوبی سازگار باشد، گرده‌افشانی خودی به حفظ و پایداری این ویژگی‌ها در نسل‌های بعدی کمک می‌کند. استقلال از عوامل گرده‌افشان: گیاه برای تولید بذر نیازی به زنبورها، باد یا سایر گرده‌افشان‌ها ندارد و حتی در غیاب آن‌ها نیز می‌تواند گرده‌افشانی و تولیدمثل انجام دهد.
کارآمدی در شرایط محدود: در شرایطی که تعداد گل‌ها کم باشد یا گل‌ها با فاصله زیادی از هم قرار گرفته باشند، گرده‌افشانی خودی یا دگرگشتی هر دو می‌توانند مفید واقع شوند.
کاهش اتلاف گرده: در گرده‌افشانی خودی، دانه‌های گرده مستقیماً به کلاله همان گل منتقل می‌شوند، بنابراین اتلاف گرده بسیار کمتر است.
عدم وابستگی به ناقلان بیرونی: گیاهانی که گرده‌افشانی خودی دارند، برای تولیدمثل به ناقلان خارجی نیاز ندارند.
حفظ خلوص صفات: به‌دلیل انتقال گامت‌ها درون همان گل، ویژگی‌های والدین بدون تغییر باقی می‌مانند و ترکیب ژنتیکی گونه به‌طور خالص حفظ می‌شود.
عدم نیاز به جذب گرده‌افشان: این گل‌ها برای جذب گرده‌افشان نیازی به تولید شهد، رایحه یا داشتن رنگ‌های درخشان ندارند، که باعث صرفه‌جویی در انرژی و منابع گیاه می‌شود.

## معایب
معایب خودگرده افشانی ناشی از فقدان تنوع است که امکان سازگاری با محیط در حال تغییر یا حمله احتمالی عوامل بیماری‌زا را فراهم نمی‌کند. خودگشنی می‌تواند منجر به رکود درون‌زایی ناشی از بیان جهش‌های مغلوب مضر، یا کاهش سلامت گونه، به دلیل پرورش نمونه‌های خویشاوند، شود. به همین دلیل است که بسیاری از گل‌هایی که می‌توانند خودگرده افشانی کنند، مکانیسمی درونی برای اجتناب از آن دارند، یا در بهترین حالت، آن را به انتخاب دوم تبدیل می‌کنند. نقص‌های ژنتیکی در گیاهان خودگرده‌افشان را نمی‌توان با نوترکیبی ژنتیکی از بین برد و فرزندان تنها می‌توانند از طریق یک جهش تصادفی که در یک گامت رخ می‌دهد، از به ارث بردن ویژگی‌های مضر جلوگیری کنند.